# Arborimus longicaudus
Arborimus longicaudus — гризун тихоокеанського північно-західного регіону, який зустрічається в американських штатах Орегон і Каліфорнія. Раніше вони були відомі як Phenacomys longicaudus, а також рудою деревною мишою. Arborimus longicaudus зустрічаються в старих хвойних лісах у горах Кламат і окрузі Сомома.

## Спосіб життя
Це деревні полівки, які виявляють певну наземну активність. Гнізда розташовані на висоті 2–65 м над землею на деревах будь-якого розміру, часто на дугласії. Зазвичай вони зустрічаються на найбільших доступних деревах, зазвичай у нижній третині живої крони. Кілька гнізд можна побудувати у великих мутовках гілок, які забезпечують опору для гнізд на молодих деревах; великі гілки старих дерев можуть підтримувати великі материнські гнізда або розплідники. Гнізда іноді будують в порожнинах і дуплах дерев або під мохом, що покриває великі гілки старих дерев.
Arborimus longicaudus розмножуються протягом року, але більшість послідів народжується в лютому-вересні. Вагітність триває 28 днів, але може бути подовжена до 48 днів у годуючих самок Розмір виводку зазвичай становить від двох до трьох (від одного до чотирьох). Новонароджені дитинчата здатні покинути гніздо через місяць.
Вважається, що цей вид має дуже обмежену здатність до розповсюдження. Серед хижаків — плямисті сови, єноти та ін. Arborimus longicaudus харчуються хвоєю дугласії. Вони також їдять велику або низинну білу ялицю, ситкінську ялину та хвою болиголова західного. Він може їсти ніжну кору гілок, а також серцевину. Зазвичай вони харчуються всередині або на вершині гнізда. Це нічний вид.

## Морфологічна характеристика
Ці полівки мають довжину близько 15–20 см, включаючи хвіст. Коли вони молоді, вони мають тьмяно-коричневу шерсть, а з віком вони стають більш червонуватими. Вони ведуть нічний спосіб життя, і їх дуже важко побачити, але їх можна виявити, знайшовши на землі купи або пачки цих смоляних проток.